# Homostola zebrina
Homostola zebrina là một loài nhện trong họ Cyrtaucheniidae. Loài này phân bố ờ Nam Phi.